# 河內森站

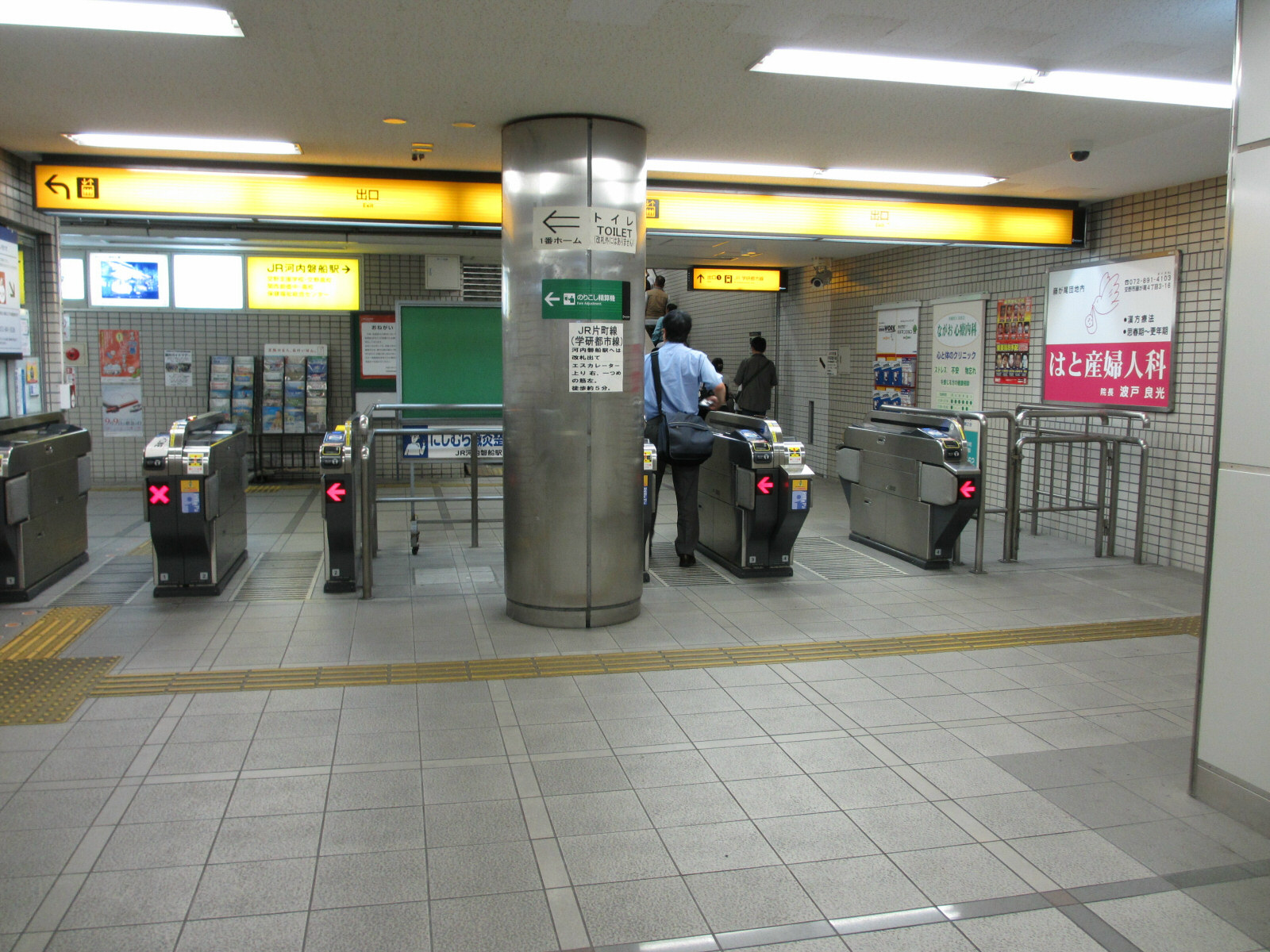
驗票口(2013年4月)

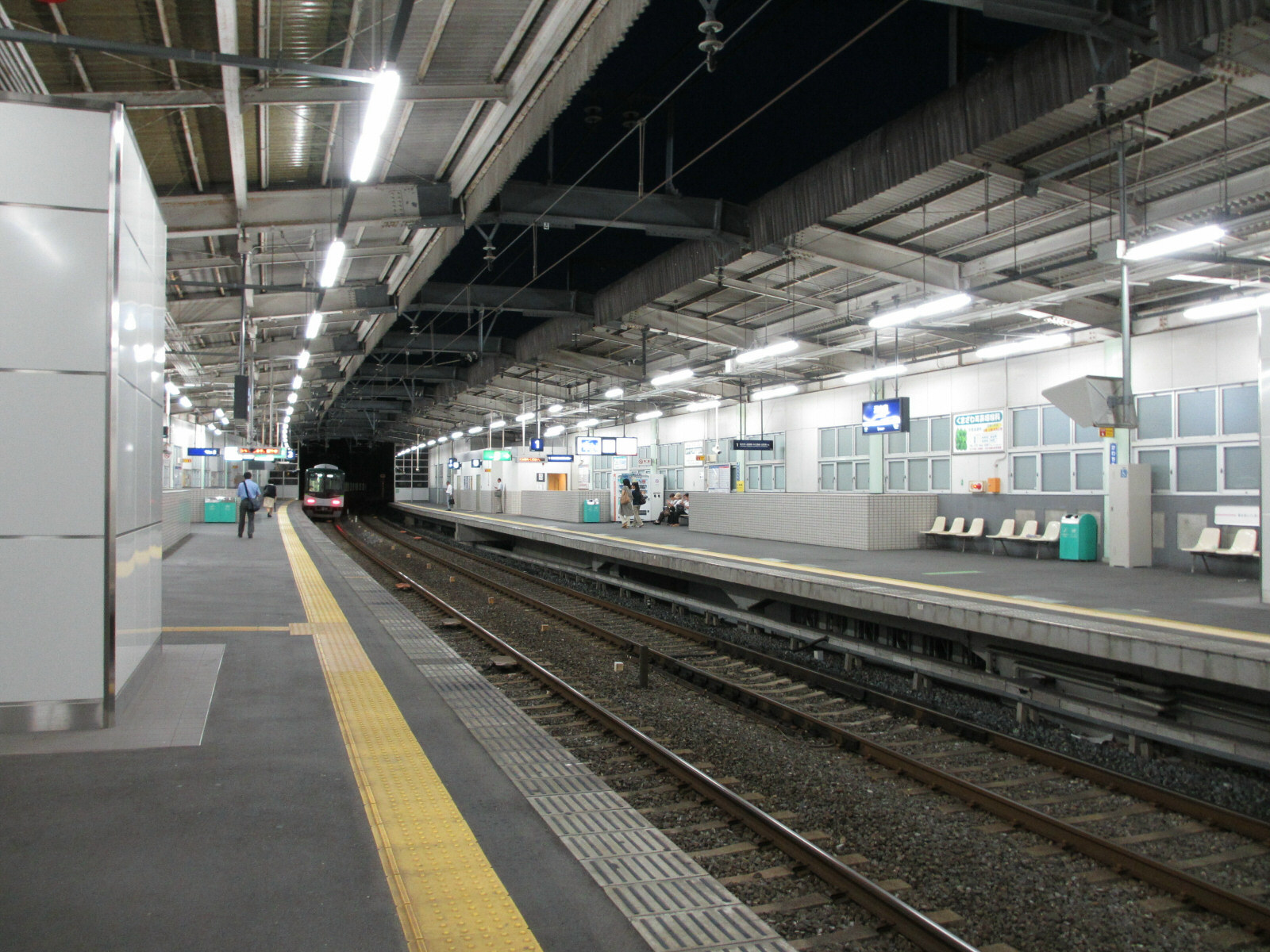
月台(2013年4月)

河內森站（日语：／ Kawachimori eki */?）是位於大阪府交野市私市一丁目，屬於京阪電氣鐵道（京阪）交野線的車站。車站編號為KH66。本站是京阪所有車站中唯一以舊令制國命名（河內）的車站。
此站可往站外向北步行300米，前往河內磐船站轉乘西日本旅客鐵道（JR西日本）片町線（學研都市線）

## 歷史
在單線時代，當時車站只有下行線路軌和1面1線的單式月台（在枚方市一方設有檢票口。該處現時為上行路軌）。後來在1992年雙線化同時進行大規模工程，把檢票口地下化和遷移月台，新設私市方向月台。
關於無障礙對策，隨著雙線化後，枚方市方向月台上設置了可讓輪椅人士使用的出入口。在2010年3月起，站內設置了三座升降機和多用邊廁所。
- 1930年（昭和5年）10月21日 - 信貴生駒電鉄信貴生駒電鐵（日语：信貴生駒電鉄信貴生駒電鐵）枚方線開通，此站啟用。
- 1939年（昭和14年）5月1日 - 路線轉讓至交野電氣鐵道（日语：交野電気鉄道）。
- 1945年（昭和20年）5月1日
  - 12月1日 - 公司合併，成為京阪神急行電鐵車站。
  - 9月15日 - 為了防止運輸混亂，車站暫停使用[1]。
- 1949年（昭和24年）12月1日 - 公司分離，成為京阪電氣鐵道車站。
- 1959年（昭和34年）7月15日 - 月台延伸，月台上蓋也進行翻新[1]。
- 1968年（昭和43年）12月1日 - 月台再次延伸，車站大樓進行改善工程[1]。
- 1992年（平成4年）
  - 2月8日 - 現時的枚方市方向月台和地面大堂西邊開始使用[2]。
  - 6月 - 設置附有空調設備的候車室[3]。
  - 9月12日 - 車站向枚方市站一方遷移0.1公里，森信號所至私市站之間雙線，車站月台由1面1線變為2面2線[4]。同時，地底大堂與各月台之間，大堂和東出口升降機之間增設一共3座扶手電梯[5]。
- 2010年（平成22年）3月23日 - 升降機、多用途廁所設置工程竣工並開始使用[6]。

## 構造
本站是地面車站，設有2面2線的相對式月台。。檢票口和大樓位於地底，入口在平交道兩邊。枚方市方向月台處設有上行扶手電梯，私市方向月台設有下行扶手電梯。此站設有三座升降機，以及可供無障礙使用者及人工肛門對應設備之使用者使用的廁所。

### 月台
| 月台 | 路線   | 上下行 | 方向                                 |
| ---- | ------ | ------ | ------------------------------------ |
| 1    | 交野線 | 上行   | 枚方市、淀屋橋、中之島線、出町柳方向 |
| 2    | 交野線 | 下行   | 交野市、私市方向                     |

所有上行列車均以枚方市站作為終點站，前往淀屋橋、中之島線方向或出町柳方向的乘客需要在枚方市站轉乘。另外，兩月台均可容納5卡列車。

## 使用狀況
在2019年（令和元年）度指定日調查的一日上下車人次為11,320人。在交野線中，除了枚方市外，為最多人使用的車站。
以下為各年度指定日調查的一日上下車、乘車人次列表。
| 年度   | 指定日     | 指定日   | 參考資料    |
| 年度   | 上下車人次 | 乘車人次 | 參考資料    |
| ------ | ---------- | -------- | ----------- |
| 2000年 | 10,376     | 5,190    | [ 統計 1 ]  |
| 2001年 | -          | -        |             |
| 2002年 | 9,267      | 4,395    | [ 統計 2 ]  |
| 2003年 | 10,365     | 5,208    | [ 統計 3 ]  |
| 2004年 | 10,405     | 5,235    | [ 統計 4 ]  |
| 2005年 | 10,420     | 5,247    | [ 統計 5 ]  |
| 2006年 | 10,869     | 5,399    | [ 統計 6 ]  |
| 2007年 | 10,627     | 5,332    | [ 統計 7 ]  |
| 2008年 | 10,748     | 5,365    | [ 統計 8 ]  |
| 2009年 | 10,836     | 5,453    | [ 統計 9 ]  |
| 2010年 | 10,846     | 5,504    | [ 統計 10 ] |
| 2011年 | 10,709     | 5,349    | [ 統計 11 ] |
| 2012年 | 10,370     | 5,177    | [ 統計 12 ] |
| 2013年 | 10,658     | 5,352    | [ 統計 13 ] |
| 2014年 | 10,945     | 5,471    | [ 統計 14 ] |
| 2015年 | 11,129     | 5,621    | [ 統計 15 ] |
| 2016年 | 10,789     | 5,382    | [ 統計 16 ] |
| 2017年 | 11,126     | 5,525    | [ 統計 17 ] |
| 2018年 | 11,143     | 5,516    | [ 統計 18 ] |
| 2019年 | 11,320     | 5,597    | [ 統計 19 ] |

## 周邊
車站周邊為住宅區。車站東邊對出的道路向北前進可到達片町線河內磐船站，西邊穿過交野市水道局後可到達國道168號。
- 河內磐船站(北方步行3分鐘，280米)
- 交野市水道局私市淨水場(西南步行3分鐘，220米)
- 第二京阪道路（日语：第二京阪道路）、國道1號繞道
- 國道168號（日语：国道168号）（西邊300米處）
- 府道736號繞道（日语：大阪府道・京都府道736号交野久御山線）
- 交野市立第四中學（國道168號和府道736號路口東邊）(西北方步行9分鐘，750米)
- 交野消防署（國道168號和府道736號路口南邊）(步行12分鐘，1公里)
- 天野川綠地
- 交野Friend Town(步行18分鐘)

參考文獻

## 相鄰車站
京阪電氣鐵道
 交野線
■普通
交野市（KH65）－河內森（KH66）－私市（KH67）

## 注腳

### 統計資料
1. ↑  大阪府統計年鑑（平成13年）PDF
2. ↑  大阪府統計年鑑（平成15年）PDF
3. ↑  大阪府統計年鑑（平成16年）PDF
4. ↑  大阪府統計年鑑（平成17年）PDF
5. ↑  大阪府統計年鑑（平成18年）PDF
6. ↑  大阪府統計年鑑（平成19年）PDF
7. ↑  大阪府統計年鑑（平成20年）PDF
8. ↑  大阪府統計年鑑（平成21年）PDF
9. ↑  大阪府統計年鑑（平成22年）PDF
10. ↑  大阪府統計年鑑（平成23年）PDF
11. ↑  大阪府統計年鑑（平成24年）PDF
12. ↑  大阪府統計年鑑（平成25年）PDF
13. ↑  大阪府統計年鑑（平成26年）PDF
14. ↑  大阪府統計年鑑（平成27年）PDF
15. ↑  大阪府統計年鑑（平成28年）PDF
16. ↑  大阪府統計年鑑（平成29年）PDF
17. ↑  大阪府統計年鑑（平成30年）PDF
18. ↑  大阪府統計年鑑（令和元年）PDF
19. ↑  大阪府統計年鑑（令和2年）PDF

## 外部連結
- 河內森 - 京阪電氣鐵道（日語）